# Baník Ostrawa
Baník Ostrawa (czes. Baník Ostrava) – czeski klub piłkarski z Ostrawy, założony 8 września 1922 pod nazwą SK Slezská Ostrawa, występujący w czeskiej ekstraklasie.

## Historia

### Historyczne nazwy
- 1922 — SK Slezská Ostrava (Sportovní klub Slezská Ostrava)
- 1945 — SK Ostrava (Sportovní klub Ostrava)
- 1948 — Sokol Trojice Ostrava
- 1951 — Sokol OKD Ostrava (Sokol Ostravsko-karvinské doly Ostrava)
- 1952 — DSO Baník Ostrava (Dobrovolná sportovní organizace Baník Ostrava)
- 1961 — TJ Baník Ostrava (Tělovýchovná jednota Baník Ostrava)
- 1970 — TJ Baník Ostrava OKD (Tělovýchovná jednota Baník Ostrava Ostravsko-karvinské doly)
- 1990 — FC Baník Ostrava (Football Club Baník Ostrava, a.s.)
- 1994 — FC Baník Ostrava Tango (Football Club Baník Ostrava Tango, a.s.)
- 1995 — FC Baník Ostrava (Football Club Baník Ostrava, a.s.)

### Początki (1922-1937)
Klub założono 8 września 1922 w dzielnicy Śląska Ostrawa jako SK Slezská Ostrawa, kiedy w restauracji „U Dubu” w Śląskiej Ostrawie podpisano akt założycielski. Jego sygnatariuszami byli w większości ubodzy pracownicy kopalni węgla kamiennego (czes. baník oznacza górnik), zamieszkujący osiedle górnicze Kamenec. Wśród założycieli klubu znaleźli się: Karel Aniol, Arnošt Haberkiewicz, Petr Křižák, František Mruzek i Jaroslav Horák. Rejestracja klubu nastąpiła 14 października 1922, a Aniol został pierwszym zarządcą klubu. Historyczne stroje klubu były w czerwono-białe pasy, lecz od kwietnia 1923 piłkarze występowali w białych koszulkach i niebieskich spodenkach, które obowiązują do dziś. Debiutancki mecz odbył się 4 marca 1923, kiedy SK Slezská Ostrava zmierzyła się z rezerwami innego lokalnego zespołu – Slovana Ostrawa.
Klub na początku swojego istnienia borykał się z problemami finansowymi i wynajmował boiska od zamożniejszych stowarzyszeń sportowych. Jesienią 1925 r. na Kamencu powstało pierwsze boisko sportowe należące do klubu – nie spełniało ono jednak regulaminowych wymagań. W 1934 r. działacze doprowadzili do wynajęcia działki na Starej střelnice od miejscowego przemysłowca, hrabiego Wilczka – w ciągu lata tego samego roku powstało tam boisko sportowe (tzw. stadion Stará střelnice). W budowie brali udział miejscowi robotnicy i górnicy, w wolnym czasie dobrowolnie pomagając przy powstawaniu stadionu.
Do oficjalnych rozgrywek piłkarskich klub sportowy przystąpił wiosną w 1923 r., dołączając do najnizszej podówczas ligi (III. třída župy), awansując w tym samym sezonie na wyższy szczebel. Miało jednak minąć jeszcze prawie kilkanaście lat, zanim SK Slezská Ostrava zaistniał na mapie czechosłowackiego futbolu – w 1934 r. piłkarze wywalczyli awans do dywizji morawsko-śląskiej, co zaowocowało wzrostem popularności klubu w regionie. Rozegrane rok później derby przeciwko Slovanowi Ostrawa oglądało blisko 5,5 tysiąca widzów.
Gdy w 1934 r. czechosłowacki związek piłkarski wprowadził zawodowstwo, reprezentantom klubu zaczęły być wypłacane pensje. W dywizji morawsko-śląskiej drużyna plasowała się w środku tabeli, mierząc się z lokalnymi zespołami, takimi jak Polonia Karwina albo SK Baťa Zlín. W sezonie 1936/37 piłkarze wygrali swoją dywizję i zakwalifikowali się do baraży o ekstraklasę, które przeszli z powodzeniem, ogrywając między innymi niemiecki DFC Praga.

### 1937-1967

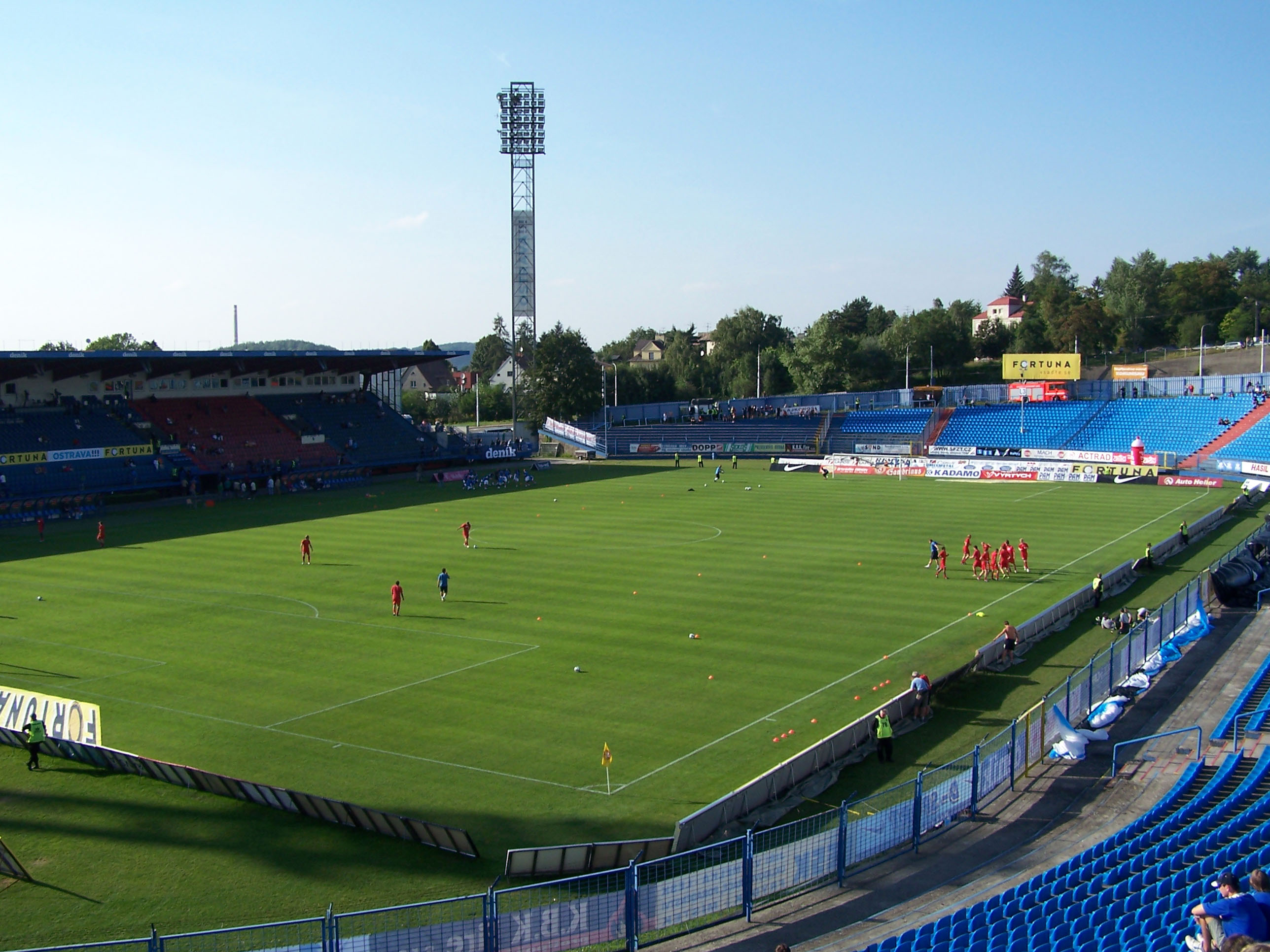
Stadion Bazaly, otwarty w 1959 r. był boiskiem Baníka do 2015 r.

Przed wybuchem II wojny światowej czechosłowacka ekstraklasa była zdominowana przez kluby z Pragi, odstające od innych zespołów umiejętnościami i popularnością. Dowodzi to skali sukcesu, jakim dla SK Slezská Ostrava był awans na najwyższy szczebel rozgrywek w ciągu 15 lat od założenia klubu przez miejscowych górników i robotników. Debiut w ekstraklasie nastąpił 22 sierpnia 1937 przeciwko 1. ČsŠK Bratislava. Drugim meczem było wyjazdowe spotkanie przeciwko praskiej Sparcie – rywale ze stolicy, w których składzie występowało wielu ówczesnych reprezentantów kraju, niespodziewanie przegrali z gośćmi z Ostrawy 2–3. Drużyna grała w najwyższej klasie rozgrywkowej jeszcze przez trzy sezony – w 1940 r. spadła z powrotem do regionalnej dywizji.
W 1943 r. zespół powrócił na najwyższy poziom struktury ligowej, co spowodowało jeszcze większy wzrost popularności wśród lokalnej społeczności – w okresie wojennym klubowy hymn zaśpiewał przyszły śpiewak operowy Rudolf Asmus. Rekord frekwencji na stadionie SK Slezská Ostrava przypadł na sezon 1943/44 – mecz ze Slavią Praga zgromadził 33 tys. kibiców. Drugi w historii spadek z ekstraklasy nastąpił w 1949 r., lecz po wygraniu II ligi w następnym sezonie piłkarze z Ostrawy powrócili do pierwszej ligi. W 1945 r. klub zmienił nazwę na SK Ostrava, z kolei po przejęciu władzy przez komunistów w 1948 r. i reorganizacji rozgrywek ligowych na wzór radziecki, tymczasowe nazwy Sokol Trojice Ostrava i Sokol OKD Ostrava na stałe zastąpiła DSO Baník Ostrava. W sezonie 1954 Banik odnotował największe jak dotąd osiągnięcie, zdobywając wicemistrzostwo ligi będąc gorszym od Sparty Praga o 2 punkty.
W 1959 r. odbył się ostatni mecz na stadionie Stará střelnice – stare boisko nie spełniało wymagań do gry na tym poziomie rozgrywek ze względu na fatalny stan murawy, która w sporej części składała się z żużla. Nad rzeką Ostrawicą wybudowano stadion Bazaly, otwarty 19 kwietnia 1959. W 1966 r. na skutek problemów kadrowych i wymiany pokoleniowej, Banik zajął 13. miejsce w tabeli, spadając do II ligi. Po powrocie do ekstraklasy rok później drużyna do dzisiaj nie spadła z ekstraklasy.

### „Złota era”: 1967-1983
Lata 70. przyniosły ważne sukcesy, do dziś pozostające największymi osiągnięciami w historii klubu. W 1973 r. Baník zdobył puchar Czechosłowacji, pokonując w dwumeczu VSS Koszyce. Uzyskany dzięki temu awans do Pucharu Zdobywców Pucharów pozwolił piłkarzom zadebiutować w europejskich pucharach – w pierwszej rundzie wyeliminowali irlandzki Cork Hibernians F.C., aby w drugiej turze rozgrywek po dogrywce przegrać dwumecz z 1. FC Magdeburg, późniejszym zdobywcą trofeum. W Pucharze UEFA 1974/75 Baník dotarł do 1/4 finału, pokonując po drodze kolejno Real Sociedad, FC Nantes i SSC Napoli; pogromcą czechosłowackiej drużyny po raz kolejny okazał się triumfator rozgrywek – Borussia Mönchengladbach, ówczesny mistrz Republiki Federalnej Niemiec. Równoległy sezon ligowy drużyna zakończyła na 13. miejscu, natomiast w przerwie zimowej kolejnego sezonu nowym trenerem Baníka został Jiří Rubáš. Pod wodzą nowego szkoleniowca zespół w drugiej połowie rozgrywek wywalczył pierwsze mistrzostwo Czechosłowacji – na kolejkę przed zakończeniem tracił jeden punkt do Slavii Praga. Baník wygrał 1–0 ze Škodą Pilzno, podczas gdy Slavia przegrała takim samym stosunkiem bramek w Bratysławie z tamtejszym Slovanem, co dało tytuł piłkarzom z Ostrawy.
Passa sukcesów była kontynuowana za kadencji kolejnego trenera – Evžena Hadamczika, który objął klub w Nowy Rok 1978. Szkoleniowiec bez poprzedniego doświadczenia w lidze doprowadził Baník do zwycięstwa w pucharze Czechosłowacji w 1978 r. i 2. miejsca w lidze rok później. W tym okresie pobito również klubowy rekord ligowych meczów bez porażki z rzędu u siebie – 20 sierpnia 1978 zespół odnotował porażkę na własnym boisku z Duklą Praga i od tej pory pozostał niepokonany przez kolejno 74 spotkania. Baník odnotował półfinał Pucharu Zdobywców Pucharów, gdzie eliminując m.in. Sporting CP odpadł z Fortuną Düsseldorf.
Wśród najbardziej rozpoznawalnych piłkarzy tego okresu wymienia się dwóch reprezentantów Czechosłowacji – napastnika Wernera Liczkę i obrońcę Rostislava Vojáczka. Kadra zdobyła wówczas złoty medal podczas Igrzysk Olimpijskich w Moskwie, a w jej składzie znajdowali się Petr Němec, Libor Radimec, Zdeněk Rygel i Zdeněk Šreiner. W 1980 r. Baník wyprzedził pięcioma punktami Zbrojovkę Brno i zdobył swój drugi w historii tytuł mistrzowski, obroniony rok później. W tym czasie w Pucharze Europy Mistrzów Klubowych mistrzowie Czechosłowacji osiągnęli półfinał, przegrywając dwumecz z Bayernem Monachium 2:6. W 1983 r. trener Hadamczik zrezygnował z dalszego prowadzenia drużyny, co uznaje się za koniec „złotej ery” klubu z Ostrawy.

### Od 1983 do XXI wieku
Wymiana pokoleniowa spowodowała wypadnięcie klubu z czechosłowackiej czołówki, jednak w 1989 r. i 1990 r. Baník zdobył dwukrotnie wicemistrzostwo Czechosłowacji, a rok później pokonał Spartaka Trnawa 6:1 w finale Pucharu Czechosłowacji. Po rozpadzie państwa w 1991 klub znalazł się w trudnej sytuacji finansowej, lecz w premierowej edycji czeskiej ekstraklasy wywalczył najniższe miejsce na podium i brązowy medal. siedem lat później Baník zajął ostatnie miejsce nad strefą spadkową, z kolei w 2004 triumfował w rozgrywkach Gambrinus ligi, przewodząc ligowej tabeli przez większość sezonu oraz docierając do finału pucharu Czech, przegrywając ze Spartą Praga 1–2; 19 trafień dało tytuł ligowego króla strzelców Markowi Heinzowi. Po sezonie odszedł szkoleniowiec František Komňacký, jak i czołowi zawodnicy zespołu – Heinz, René Bolf, Jan Laštůvka i Miroslav Matušovič. Zespół zdobył Puchar Czech w 2005 r., lecz od tej pory najczęściej plasuje się w dolnej części tabeli. Obecnie klub ma poważne kłopoty finansowe – w grudniu 2011 r. doszło do sprzedaży terenów wokół stadionu Bazaly, a w lutym 2012 r. nowym właścicielem klubu został deweloper SMK Reality Invest; kibice zorganizowali również zbiórkę pieniędzy na uratowanie klubu – w efekcie zebrano ponad milion Kč.

## Tożsamość klubu

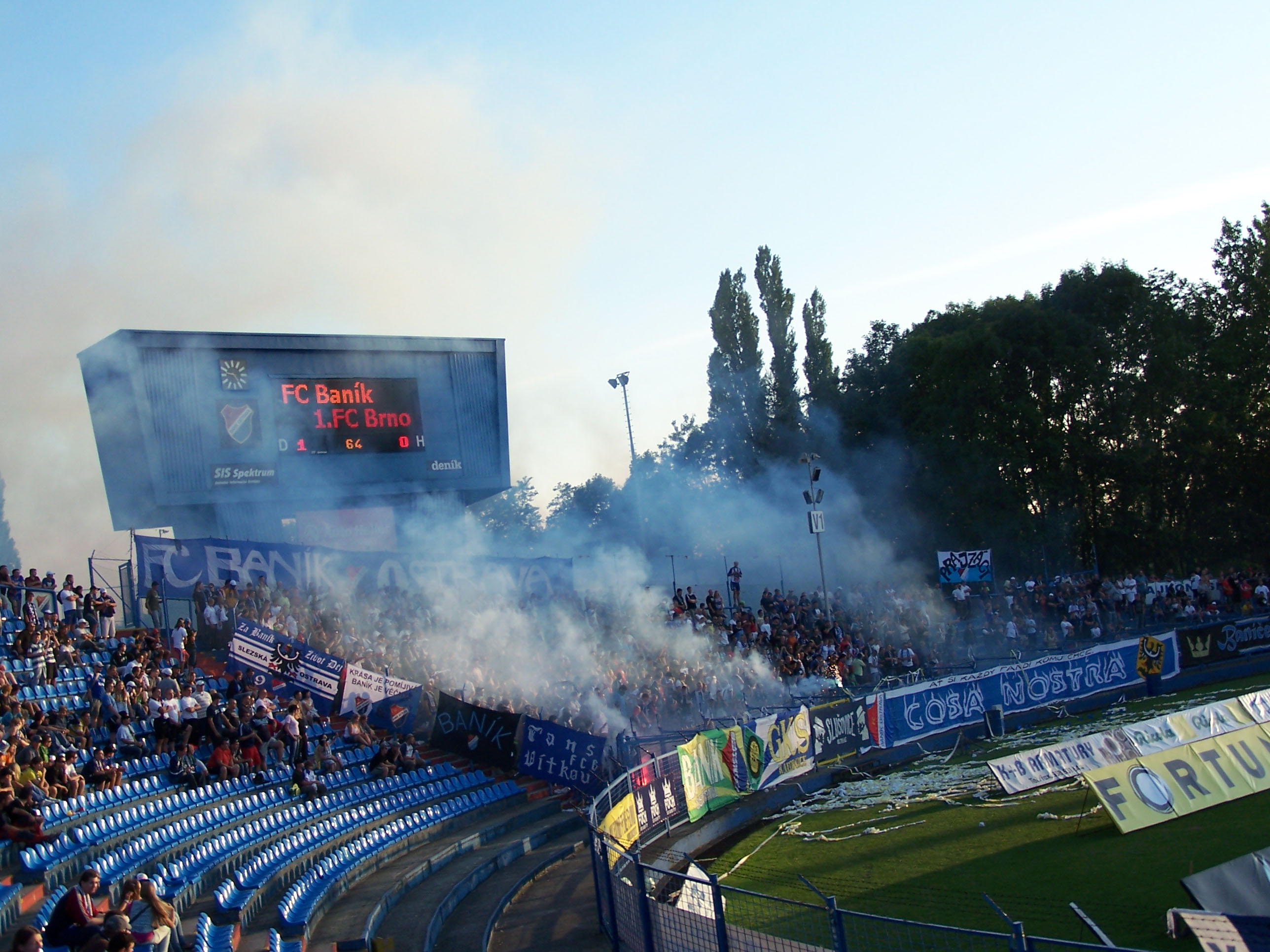
Kibice Baníka podczas domowego meczu z 1. FC Brno

Kibice Banika są postrzegani jako jedni z najbardziej lojalnych grup fanów w Czechach, a stadion Bazaly rokrocznie odnotowywał wysoką frekwencję. Piosenką, a zarazem mottem sympatyków klubu z Ostrawy jest "Baníčku, my jsme s tebou!" (Baníku, jesteśmy z tobą), wybrana także na tytuł klubowej monografii. Grupy ultrasów noszą nazwę Chachaři, co w lokalnej odmianie gwary laskiej oznacza łobuzów, rozrabiaków. Kibice Banika w 1996 nawiązali przyjaźń z sympatykami GKS Katowice, a w 2006 r. rozegrano towarzyski mecz w Katowicach między oboma drużynami; sympatyzują również ze słowackim Spartakiem Trnawa.
Dużą rolę w historii klubu odgrywają wychowankowie – oprócz długoletnich występów w barwach Baníka, wielu z nich występowało w reprezentacji Czech, jak i w zachodnich ligach europejskich. Wśród nich znajdują się: Tomáš Galásek – półfinalista mistrzostw Europy w 2004 i zawodnik m.in. Ajaxu Amsterdam, król strzelców tego samego turnieju i piłkarz Liverpool FC oraz Galatasaray SK – Milan Baroš i napastnik Václav Svěrkoš, sprzedany w grudniu 2008 do francuskiego FC Sochaux-Montbéliard. Wychowankowie Baníka występujący w Sparcie Praga to m.in. Tomáš Řepka, Libor Sionko, Zdeněk Pospěch i Miroslav Matušovič.

## Sukcesy
- Mistrzostwo Czechosłowacji (3 razy): 1976, 1980, 1981
- Wicemistrzostwo Czechosłowacji (6 razy): 1955, 1979, 1982, 1983, 1989, 1990
- Puchar Czechosłowacji (3 razy): 1973, 1978, 1991
- Mistrzostwo Czech (1 raz): 2004
- Puchar Czech (1 raz): 2005
- Puchar Czech – drugie miejsce (3 razy): 2004, 2006, 2019
- Puchar Mitropa (1 raz): 1989
- 1/2 finału Pucharu Zdobywców Pucharów (1 raz): 1979
- 1/4 finału Pucharu Europy (1 raz): 1981
- 1/4 finału Pucharu UEFA (1 raz): 1975

## Skład w sezonie 2022/23
| Nr | Poz. | Piłkarz            |
| -- | ---- | ------------------ |
| 1  | BR   | Martin Hrubý       |
| 3  | OB   | Muhammed Sanneh    |
| 5  | PO   | Jiří Boula         |
| 6  | PO   | Daniel Tetour      |
| 7  | OB   | Karel Pojezný      |
| 8  | PO   | Srđan Plavšić      |
| 9  | PO   | David Buchta       |
| 10 | PO   | Matěj Šín          |
| 11 | PO   | Nemanja Kuzmanović |
| 13 | NA   | Daniel Smékal      |
| 14 | PO   | Petr Jaroň         |
| 16 | BR   | Jan Laštůvka       |
| 17 | OB   | Michal Frydrych    |
| 18 | PO   | Robert Mišković    |

| Nr | Poz. | Piłkarz                   |
| -- | ---- | ------------------------- |
| 19 | OB   | David Lischka             |
| 20 | PO   | Carlos Eduardo Lopes Cruz |
| 21 | NA   | Jiří Klíma                |
| 22 | PO   | Filip Kaloč               |
| 23 | OB   | Jaroslav Svozil           |
| 24 | OB   | Jan Juroška               |
| 25 | OB   | Jiří Fleišman             |
| 26 | NA   | Muhamed Tijani            |
| 29 | PO   | Ladislav Takács           |
| 30 | BR   | Jiří Letáček              |
| 33 | OB   | Eldar Šehić               |
| 77 | OB   | Eneo Bitri                |
| 96 | OB   | Gigli Ndefe               |
| 99 | NA   | Ladislav Almási           |

## Szkoleniowcy
| Trener           | Kraj     | Lata      |
| ---------------- | -------- | --------- |
| Milan Máčala     | Czechy   | 1986–1990 |
| Jaroslav Gürtler | Czechy   | 1990–1992 |
| Ivan Kopecký     | Czechy   | 1992      |
| Jaroslav Janoš   | Czechy   | 1992      |
| Werner Liczka    | Czechy   | 1992–1995 |
| Jaroslav Janoš   | Czechy   | 1995      |
| Ján Zachar       | Słowacja | 1995      |
| Jaroslav Janoš   | Czechy   | 1995      |
| Ján Zachar       | Słowacja | 1995–1996 |
| Petr Uličný      | Czechy   | 1996–1997 |
| Werner Liczka    | Czechy   | 1997–2000 |
| Milan Bokša      | Czechy   | 2000      |
| Jaroslav Gürtler | Czechy   | 2000–2001 |
| Werner Liczka    | Czechy   | 2001      |
| Jozef Jarabinský | Słowacja | 2001–2002 |

| Trener             | Kraj     | Lata      |
| ------------------ | -------- | --------- |
| Erich Cviertna     | Czechy   | 2002–2003 |
| Pavel Vrba         | Czechy   | 2003      |
| František Komňacký | Czechy   | 2003–2004 |
| Jozef Jarabinský   | Słowacja | 2004–2005 |
| Pavel Hapal        | Czechy   | 2005–2006 |
| Karel Večeřa       | Czechy   | 2006–2009 |
| Miroslav Koubek    | Czechy   | 2009–2010 |
| Werner Liczka      | Czechy   | 2010      |
| Karol Marko        | Słowacja | 2010–2011 |
| Pavel Malura       | Czechy   | 2011–2012 |
| Radoslav Látal     | Czechy   | 2012      |
| Radomír Korytář    | Czechy   | 2012-2016 |
| Vlastimil Petržela | Czechy   | 2016-2017 |
| Radim Kučera       | Czechy   | 2017-2018 |
| Bohumil Páník      | Czechy   | 2018-     |

## Europejskie puchary
Legenda do wszystkich tabel:
- Q – runda eliminacyjna, 1/16, 1/8, 1/4, 1/2 – odpowiednia faza rozgrywek, Grupa – runda grupowa, 1r gr – pierwsza runda grupowa, 2r gr – druga runda grupowa, F – finał, R – runda, PO – play-off
- k. – rzuty karne, los. – losowanie, Dogr. – dogrywka, w. – zasada bramek strzelonych na wyjeździe

| Sezon   | Rozgrywki                 | Runda | Przeciwnik               | Dom | Wyjazd | Ogólnie     |
| ------- | ------------------------- | ----- | ------------------------ | --- | ------ | ----------- |
| 1969/70 | Puchar Miast Targowych    | 1R    | Vitória SC               | 1–1 | 0–1    | 1–2         |
| 1973/74 | Puchar Zdobywców Pucharów | 1R    | Cork Hibernians          | 1–0 | 2–1    | 3–1         |
| 1973/74 | Puchar Zdobywców Pucharów | 1/8   | 1. FC Magdeburg          | 2–0 | 0–3    | 2–3, Dogr.  |
| 1974/75 | Puchar UEFA               | 1R    | Real Sociedad            | 4–0 | 1–0    | 5–0         |
| 1974/75 | Puchar UEFA               | 2R    | FC Nantes                | 2–0 | 0–1    | 2–1, Dogr.  |
| 1974/75 | Puchar UEFA               | 1/8   | SSC Napoli               | 1–1 | 2–0    | 3–1         |
| 1974/75 | Puchar UEFA               | 1/4   | Borussia Mönchengladbach | 0–1 | 1–3    | 1–4         |
| 1976/77 | Puchar Europy             | 1R    | Viking FK                | 2–0 | 1–2    | 3–2         |
| 1976/77 | Puchar Europy             | 1/8   | Bayern Monachium         | 2–1 | 0–5    | 2–6         |
| 1978/79 | Puchar Zdobywców Pucharów | 1R    | Sporting CP              | 1–0 | 1–0    | 2–0         |
| 1978/79 | Puchar Zdobywców Pucharów | 1/8   | Shamrock Rovers          | 3–0 | 3–1    | 6–1         |
| 1978/79 | Puchar Zdobywców Pucharów | 1/4   | 1. FC Magdeburg          | 4–2 | 1–2    | 5–4         |
| 1978/79 | Puchar Zdobywców Pucharów | 1/2   | Fortuna Düsseldorf       | 2–1 | 1–3    | 3–4         |
| 1979/80 | Puchar UEFA               | 1R    | Orduspor                 | 6–0 | 0–2    | 6–2         |
| 1979/80 | Puchar UEFA               | 2R    | Dynamo Kijów             | 1–0 | 0–2    | 1–2         |
| 1980/81 | Puchar Europy             | 1R    | ÍB Vestmannaeyja         | 1–0 | 1–1    | 2–1         |
| 1980/81 | Puchar Europy             | 1/8   | BFC Dynamo               | 0–0 | 1–1    | 1–1, w.     |
| 1980/81 | Puchar Europy             | 1/4   | Bayern Monachium         | 2–4 | 0–2    | 2–6         |
| 1981/82 | Puchar Europy             | 1R    | Ferencváros              | 3–0 | 2–3    | 5–3         |
| 1981/82 | Puchar Europy             | 1/8   | FK Crvena zvezda         | 3–1 | 0–3    | 3–4         |
| 1982/83 | Puchar UEFA               | 1R    | Glentoran                | 1–0 | 3–1    | 4–1         |
| 1982/83 | Puchar UEFA               | 2R    | Valencia CF              | 0–0 | 0–1    | 0–1         |
| 1983/84 | Puchar UEFA               | 1R    | Boldklubben 1903         | 5–0 | 1–1    | 6–1         |
| 1983/84 | Puchar UEFA               | 2R    | RSC Anderlecht           | 2–2 | 0–2    | 2–4         |
| 1985/86 | Puchar UEFA               | 1R    | LASK Linz                | 0–1 | 0–2    | 0–3         |
| 1989/90 | Puchar UEFA               | 1R    | Hansa Rostock            | 4–0 | 3–2    | 7–2         |
| 1989/90 | Puchar UEFA               | 2R    | Dynamo Kijów             | 1–1 | 0–3    | 1–4         |
| 1990/91 | Puchar UEFA               | 1R    | Aston Villa              | 1–2 | 1–3    | 2–5         |
| 1991/92 | Puchar Zdobywców Pucharów | 1R    | Odense BK                | 2–1 | 2–0    | 4–1         |
| 1991/92 | Puchar Zdobywców Pucharów | 1/8   | Galatasaray SK           | 1–2 | 1–0    | 2–2, w.     |
| 2004/05 | Liga Mistrzów             | 3Q    | Bayer 04 Leverkusen      | 2–1 | 0–5    | 2–6         |
| 2004/05 | Puchar UEFA               | 1R    | Middlesbrough            | 1–1 | 0–3    | 1–4         |
| 2005/06 | Puchar UEFA               | 1R    | sc Heerenveen            | 2–0 | 0–5    | 2–5         |
| 2008/09 | Puchar UEFA               | 1R    | Spartak Moskwa           | 0–1 | 1–1    | 1–2         |
| 2010/11 | Liga Europy               | 2Q    | WIT Georgia Tbilisi      | 0–0 | 6–0    | 6–0         |
| 2010/11 | Liga Europy               | 3Q    | Dniapro Mohylew          | 1–2 | 0–1    | 1–3         |
| 2024/25 | Liga Konferencji          | 2Q    | Urartu Erywań            | 5–1 | 2–0    | 7–1         |
| 2024/25 | Liga Konferencji          | 3Q    | FC Kopenhaga             | 1–0 | 0–1    | 1–1, k: 1–2 |
| 2025/26 | Liga Europy               | 2Q    | Legia Warszawa           | 2–2 | 1–2    | 3–4         |
| 2025/26 | Liga Konferencji          | 3Q    | Austria Wiedeń           | 4–3 | 1–1    | 5–4         |
| 2025/26 | Liga Konferencji          | PO    | NK Celje                 | –   | –      | –           |